# Iori Yagami
Iori Yagami (八神 庵 Yagami Iori?) es un personaje ficticio perteneciente a la serie de videojuegos The King of Fighters, de SNK Playmore. Es uno de los personajes principales de la serie.
Utilizaba una vestimenta improvisada. Llevaba una chaqueta de color azul oscuro (con una luna menguante en la parte trasera), una camisa de color blanco grande debajo, pantalón rojo con un lazo del mismo color y zapatos de color azul oscuro. Después de que Ash Crimson le robara sus poderes cambió su vestimenta por una camisa roja y corta, pantalón blanco, zapatos blancos y su chaqueta es negra y sin la luna.
Iori aparece en la mayoría de los títulos de la serie. Aparece desde King of Fighters 95 hasta el XV.

## Historia
El clan Yasakani, hoy en día conocido como la familia Yagami, en el año 1200 d. C., con la ayuda de los clanes Yata (ahora conocido como la familia Kagura) y Kusanagi, selló en combate al Orochi, un espíritu demoníaco; lograron derrotarlo al servirle con ocho copas de vino, y cuando estuvo completamente ebrio, fue despertado abruptamente con la espada de Kusanagi y sellado por el Magatama de los Yasakani, su místico fuego espiritual. Luego fue deslumbrado con el espejo de Yata. Uniendo los poderes de los clanes Yasakani y Kusanagi, usando su fuego carmesí, los dos linajes lograron sellar el poder del Orochi. Ellos asignaron al clan Yata de proteger el sello, para lo cual el sello sería repartido respectivamente en tres reliquias sagradas a cada clan (los tres tesoros imperiales del Japón): una espada (perteneciente a los Kusanagi), un collar elaborado a partir de los dientes del demonio (Magatama), entregado al representante de los Yasakani, y un espejo, de los Yata. Luego los representantes de los clanes se dirigieron a sus respectivas villas. 
Los clanes Kusanagi y Yasakani fueron una vez aliados, unidos (con el clan Yata) para sellar el mal que significó Orochi. Sin embargo, un mal día, uno de los seguidores de Orochi asesinó a la esposa del patriarca del clan Yasakani y huyó. El líder del clan culpó de este acto al líder del clan Kusanagi y en busca de venganza, este liberó la parte del sello de Orochi que guardaba su familia, formando un pacto de Sangre con Orochi, renombrando su apellido a Yagami; transformando sus llamas naranjas (como las de los Kusanagi) en púrpura (el color de las llamas de Orochi). Desde entonces, el clan Kusanagi se ha visto forzado a usar las llamas carmesíes para detener a Orochi, y a sus antiguos aliados. Muchos miembros de ambos clanes han fallecido en esta rivalidad.
Iori pertenece a la última generación de los Yagami, heredando las llamas púrpuras que resultaron del pacto con Orochi. Con el tiempo, Iori perfeccionaría sus artes y saldría del hogar de los Yagami con el propósito de encontrar al heredero de los Kusanagi y eliminarlo, lo cual supuestamente cerraría el pacto con Orochi, rompiendo la maldición. 
Iori sufre además de una maldición adicional llamada El Disturbio de la Sangre en cual se torna más poderoso y salvaje:Orochi Iori. Es debido a esta posesión, por el cual Iori odia al clan Kusanagi, pero que después se torna obsesionado con derrotar a su heredero Kyo, sin importar el pasado de sus clanes. Esto algunas veces resulta en Iori ayudándole a derrotar a sus enemigos para finalizar la batalla. Para encontrarle, Iori ocasionalmente suele ingresar a los torneos The King of Fighters y utiliza a sus compañeros de equipo como herramientas para llegar a él. Al despertar nuevamente Orochi, en el torneo de 1997, Iori, convencido por los espíritus de sus ancestros reconociendo que la rivalidad entre Kusanagi y Yagami fue un error de parte de estos últimos y que él podría enmendarlo, logra olvidar su odio hacia los Kusanagi y decide ayudar a Kyo y a Chizuru Kagura (heredera de los Yata). Los tres logran derrotar y sellar a Orochi, y al concluir, Iori le menciona a Kyo que su rencor ahora solo es una rivalidad, y que seguirá buscándolo para enfrentarse. En el conflicto con la organización NESTS, Iori no toma parte, pero considera que fue un deshonor que hayan usado a Kyo para crear clones. Durante el 11.º Torneo, un misterioso joven, Ash Crimson, logra dominar el estado Orochi de Iori para que este ataque a Kyo, para luego robarle su poder a Yagami y juntarlo con el poder Yata que le robó a Chizuru en el Décimo Torneo. Iori no se siente afectado ya que su habilidad de combate se mantiene inalterada, pero no se niega a recibir nuevamente sus poderes, los cuales le devuelven el Disturbio de la Sangre, todo con tal de derrotar definitivamente a Kyo.

### Saga de Orochi
Para King of Fighters '95 Iori hace su primera aparición, asociándose con dos luchadores sicarios que se oponían a los equipos principales del torneo: Eiji Kisagari (quien se oponía a la familia Sakazaki) y Billy Kane (Quien se oponía a Terry Bogard y sus amigos). Pero el torneo termina sin que Iori pueda encontrar a Kyo, y decide desatar su furia contra sus compañeros de equipo a los cuales les da una buena paliza. Iori se haría conocido más adelante por esta tendencia a eliminar a sus compañeros al final de cada torneo.
Iori es enfrentado más tarde por Mature y Vice quienes le ofrecen hacer equipo en el torneo de 1996, con la sola condición que Mature y Vice se encargan de todos los equipos menos el de Kyo. Al final, Kyo, Iori y Chizuru (del clan Kagura) tienen que hacer frente a Goenitz, un enviado de Orochi. La sangre de Goenitz despierta en Iori el poder de Orochi, pierde el control y aunque esta vez involuntariamente debido al disturbio de la sangre, ataca a sus compañeras de equipo eliminándolas. 
Iori se retira del torneo temiendo no poder controlar su poder de Orochi. Sin embargo se encuentra con que su nombre ha sido inscrito, sin equipo, para el año 1997, por Chizuru. Kyo, Iori y Chizuru enfrentan esta vez a Orochi en persona y los tres logran sellarlo. Al final de la batalla Orochi trata de controlar a Iori con su sangre y forzarlo a atacar a Kyo, pero Iori lo reconoce, se voltea y ahorca con todo su poder a Orochi para que al final Kyo ataque con toda su fuerza y con eso vencer a Orochi.

### Saga de NESTS
Iori siguió por casi dos años las pistas de una misteriosa organización autonombrada "N.E.S.T.S", la cual de alguna forma estaba conectada a Kyo. Al llegar Iori a uno de los laboratorios de NESTS, encuentra cientos de clones de Kyo. Iori se enfurece al pensar que alguien que no sea él vaya a acabar con Kyo, y extermina a los clones. A continuación, observa desde las sombras el torneo KOF 1999. Allí conoce al "clon de Kyo", K', pero antes que el organizador Krizalid pudiera dar información sobre él, es derrotado por un personaje misterioso.
El año 2000, Iori logra determinar que Kyo está recorriendo SouthTown y decide ir a esa ciudad. Allí se desarrolla el torneo de KOF 2000 donde Iori nuevamente observa desde las sombras cómo el equipo vencedor derrota a Zero, quien formaba parte de una facción que esperaba traicionar a los NESTS. Kyo aparece para tener una última charla con Zero e Iori se encuentra con ellos. 
Posteriormente Iori vagaría por otro año, hasta que es interceptado por Seth, uno de los agentes de Heidern, quien le ofrece hacer equipo con él y otros dos agentes libres, Vanessa y su admirador Ramon. El objetivo de este equipo es interceptar a un segundo equipo de NESTS del cual forma parte el clon Anti-K', Kula Diamond. A Iori sólo le interesa vérselas con el líder de NESTS para terminar él mismo con este asunto y asegurarse que Kyo sea sólo para él. Al final, Iori y su equipo logran escapar de la fortaleza de NESTS, pero Seth y Vanessa tienen órdenes de "terminar" a Iori, quien no le da importancia al asunto y decide derrotar a sus tres compañeros de equipo. 
Después de esto, nada se sabría de Seth, Ramon o Vanessa por un buen par de años.

### Saga de Ash
Iori en su aparición en King of fighters 2003 (KOF 2003), se encuentra sin ningún grupo hábil y aparte se encuentra con Ash Crimson, nuevo líder del Hero Team (junto a Dúo Lon y Shen Woo) con quien entabla una rivalidad. Luego en King of fighters Xl (KOF Xl) hace grupo con Kyo Kusanagi y Shingo Yabuki. Para sorpresa de todos (y especialmente de Iori) hace su reaparición Eiji Kisaragi, su rival desde King of fighters '95 después de derribarlo junto con Billy Kane. Nunca se había hecho aparecer desde KOF 95' (excepto cuando Billy Kane peleaban contra Iori) haciendo grupo ahora con Malin y Kasumi Todoh. También en King of Fighters 2003 (KOF 2003) se da a conocer a Kusanagi (Proveniente del espejo Yata de Chizuru) un personaje malvado que viste con la ropa clásica de Kyo, con poderes muy parecidos pero ya que el clon se hizo hace mucho tiempo tiene los poderes antiguos de Kyo como el Shiki Yami Barai o el R.E.D Kick pero Iori lo acepta como un rival más solamente.
En KOF XI Iori entra de nuevo en el estado Riot of Blood (Disturbio de la sangre) con lo que apalea a Kyo y a Shingo. Ash aprovecha la oportunidad para robar la Yasakani No Magatama de Iori dejándolo así sin sus poderes. A diferencia de Chizuru, la pérdida de sus poderes no le impidió a Iori seguir en combate ya que aún sin sus llamas, su habilidad de pelea es asombrosa.
Iori reaparece rediseñado en KOF XII siendo esta un cambio en su vestimenta, la primera que se le ha hecho desde que se presentó al personaje en 1995. KOF XII en si no tiene historia ya que fue hecho como una prueba por el cambio radical que sufrió todo el juego. Por lo tanto se le considera un Dream Match al igual que KOF 98 y 2002.
En KOF XIII, Iori pelea buscando a Ash para vengarse. Cuando derrota a Kyo le dice que el asunto entre ambos tendrá que esperar pues se encargará de Ash primero. Al derrotar a Benimaru le dice que le de ese mensaje a Kyo y al derrotar a Elisabeth Blanctorche que ordena le diga donde está Ash. Al final Ash revela el porqué de sus acciones y desaparece al matar a Saiki, su antepasado, quien toma el control del alma de Ash, negando así su propia existencia. Iori recupera su Yasakani No Magatama con la advertencia de Vice y Mature de que si la toma, volverá a estar atado al destino de Orochi. Iori ignora la advertencia y toma la Yasakani no magatama y luego busca a Kyo para retarlo nuevamente.

## Personalidad
Iori es un personaje muy serio, grosero, agresivo y directo al grano. En varios drama CDs, Iori es frecuentemente atormentado por una identidad Orochi que reside dentro de él, que se burla y le menosprecia como su maestro. Iori responde respuestas irritadas hasta que le enoja, lo que le hace reaccionar físicamente de una manera generalmente violenta. En su perfil de KOF XIII, parece que tiene problemas que saber que la identidad es en realidad el suyo y sufre de una crisis de identidad. Es debido a este rasgo personal que él no le gusta asociarse con otros y vive una existencia solitaria, Sin embargo, el todavía conserva el orgullo por su nombre y no dejarse morir en ningún caso, parece que quiere matar a su rival en cada oportunidad que se conocen, pero el tampoco puede recordar las razones por las que odia a Kyo.
Al igual que su rival, que no se preocupa por la antigua disputa familiar entre ellos y solo parece odiarle por instinto. Iori también se recela contra el padre de Kyo, Saisyu Kusanagi, igual que el hombre culpa erróneamente a Iori por la muerte de su propio padre, a pesar de su conocimiento de la maldición de su familia. Iori es claramente poco dispuesto aceptar la ayuda de Saisyu a pesar de las últimas afirmaciones de que el quiere salvar a Iori, para no matarle. A diferencia de Chizuru, la cuestión de la pérdida de sus llamas no ha cicatrizado o afectado personalmente de ninguna manera, ya que todavía es capaz de continuar y dar las batallas, no obstante.
Irónicamente a pesar de tener una personalidad violenta, Iori odia la violencia, aunque podría ser que el lo ve como un "mal necesario" ya en SVC Chaos y, más recientemente, KOF XIII, se advierte con severidad a algunos de sus adversarios, ya sea en las cotizaciones de introducción o ganar cotizaciones, huir mientras pueda, lo que sugiere un fine velo de la moral de su parte, que el no provocó directamente, o ve que desprecia especialmente Kyo.
Otra de sus verdaderas actitudes agresivas, es cuando insulta o golpea a los menores de edad por motivo desconocido. Esto se comprueba en el OVA Another Day cuando Iori bruscamente empuja a una niña de 5 años que Soiree Meira estaba protegiendo.

## Estilo de juego
Iori Yagami es un personaje con un estilo similar al de Kyo Kusanagi, su rival en la historia de la franquicia. Utiliza el estilo de pelea Magatama, una técnica milenaria parecida a la del clan Kusanagi, pero con algunos movimientos modificados para que resulten eficaces, más letales, más ágiles, rápidos y por Orochi más demoniacos. 
Los movimientos de Iori son rápidos, y en general pueden ejecutarse uno tras otro dejando poco espacio para la respuesta del rival. Sin embargo, su capacidad defensiva, la altura y velocidad de sus saltos son un tanto deficientes.
Iori tiene golpes y patadas normales bastante rápidas, con excepción de su roundhouse o zancadilla, que hace uso de ambos pies y deja a Iori tendido en el suelo y vulnerable por un instante. Los otros ataques agachados son relativamente rápidos, pero apartan al oponente y es difícil conectar uno tras otro en forma seguida.
El ataque de Golpe Fuerte normal es bueno para usarlo contra un oponente que viene saltando desde una distancia, pues ataca cubriendo todo el frente con un rasguño, o hacia arriba si el oponente está muy de cerca. 
Iori tiene una tendencia a agarrar a sus oponentes por el cuello para ejecutar muchas de sus técnicas, entre ellas los superpoderes más devastadores.

### Técnicas
Iori tiene cuatro técnicas especiales básicas: 
- Shiki Yami Barai, un ataque de proyectil el cual viaja por el suelo, parecido al proyectil inicial de Kyo. Este proyectil es de color púrpura. Puede ir lento o rápido, y tira al oponente al que golpea durante su caída.
- Shiki Oniyaki, o Mordida de la Serpiente, es un ataque de estilo "shoryuken" o Uppercut levantado. Parecido al de Kyo, pero el golpe inicia desde abajo (casi agachado), y tiene un mayor área de ataque hacia el frente. En algunas versiones de King of Fighters, el inicio del golpe desde abajo también forma parte del ataque y pueden golpear y empujar al rival.
- Shiki Aoi Hana o Flor de la Muerte, es un combo en el cual Iori avanza una pequeña distancia con un brazo levantado. Iori puede seguir repitiendo el ataque con el otro brazo, para terminar, también opcionalmente, con un tercer golpe en el cual junta sus brazos y utiliza un golpe aplastante, el cual debe bloquearse de frente. El tiempo de respuesta ("lag" de la versión débil/rápida este ataque es bastante breve y puede usarse para molestar a un enemigo que está acorralado. La versión fuerte/lenta de este ataque causa más daño y cubre una mayor distancia, pero es fácil para el oponente bloquearla.

En versiones más recientes de la saga, Iori puede interrumpir el primer y segundo golpe de Aio Hana para ejecutar otra técnica, por ejemplo el Oniyaki.
- Kototsuki In, un ataque en el cual Iori corre hasta alcanzar a su oponente para luego agarrarlo del cuello y aplastarlo contra el suelo liberando una explosión de energía púrpura.

Estas son las técnicas que Iori ha preservado a lo largo de los juegos. Otras técnicas incluyen el Kuzukaze (Iori agarra a su enemigo para cambiar de lados), y el 303-Shiki (una especie de salto largo con un golpe de fuego hacia abajo).

### Superpoderes
El superpoder de Iori es una técnica de tipo RUSH (arranque) llamada 1211 Shiki Ya Otome (Kin Sen Ni Hyaku Juu Ichi Shiki: Ya Otome), traducida como Estilo 1211: Ocho Damas. En este ataque, Iori usa un arranque en velocidad para alcanzar a su enemigo.
Si Iori alcanza a su enemigo y realiza contacto mientras este no bloquea, el ataque propiamente como tal, toma lugar con él realizando varios ataques de rasguño y tajo contra su enemigo. Al completar los siete golpes, Iori toma a su oponente por el cuello, para descargar contra él una última explosión que lo arroja a una corta distancia. 
En circunstancias especiales, cuando un gran poder es requerido (como al ser dominado por la sangre del Orochi), Iori prefiere botar a su oponente al suelo para golpearlo y arañarlo repetidas veces.
Otra técnica de superpoder es Saku Tsumaguchi (Desgarradora de talones), en la cual Iori se lanza en un salto largo contra su enemigo, tratando de aplastarlo contra el suelo de la misma forma que lo hace durante Kototsuki; si lo logra, Iori agarra a su oponente para levantarlo y atacarlo con múltiples arcos de fuego similares al Oniyaki. Este es el segundo superpoder de Iori en el título SNK vs. Capcom: Chaos.
Un tercer superpoder es el Ura 108 Shiki: Ya Sakazuki. Como lo indica su nombre, es la versión Yasakani (cuando eran Yasakani) del Orochinagi de los Kusanagi pero con características diferentes. Iori lanza un proyectil que, de tocar al oponente, lo paraliza por unos segundos; dejándolo vulnerable a más ataques.
Un superpoder que antes era su máxima técnica es agregado a su arsenal en entregas recientes: un follow-up o continuación a su Ura 108 Shiki: Ya Otome; inicia con la explosión final de Ya Otome, tras lo cual Iori eleva a su oponente por el aire con una serie de tajos; al encontrarse el oponente en lo más alto, Iori reúne su poder para descargarlo contra el suelo en frente de él, lo cual eleva un gran pilar de energía púrpura que golpea desde abajo al enemigo que viene cayendo.
La técnica que Iori usó en el combate contra Orochi, es San Jingi no Ni o Segunda de Tres Artes Divinas, que consiste en agarrar al enemigo para aplastarlo contra el suelo, y luego elevarlo agarrándolo del cuello y ahorcándolo mientras eleva un pilar de energía desde el suelo, bajo el oponente.
Esta técnica aparte de ser mostrada en la final de Iori en KOF ‘97, se convierte en su técnica máxima al iniciar la Saga de Ash.
Otro de sus ataques es Oroine Shma Smich, en el cual toma por el suelo al oponente; le rasguña seis veces y luego sufre un ataque de ira en cuyo cual, lo golpea tres veces descargando energía de un color violáceo.
Otro superpoder que cabe mencionar, fue colocado como movimiento oculto de desesperación en KOF 2002 y que más tarde aparecería en KOF XIII (versiones de Xbox 360, PlayStation 3, Steam, y Android —KOF "2012 Android—)  es Shiki Homurabotogi (Libro de llamas de ceremonial), un poder en el que Iori se transforma en su fase Riot of Blood, y da un gran salto hacia el oponente. Si le logra atrapar, le tiende en el suelo tomándole por la cabeza; y una vez en el suelo, libera una gran explosión de poder.
Es el movimiento más fuerte de Iori Yagami en KOF 2002 (como dato adicional: si se lanza la técnica Shiki Yami Barai lento e inmediatamente se realiza este poder, es imposible que el enemigo reaccione, causándole un daño considerable de vitalidad. Tómese como una buena combinación de dos movimientos).

### The King of Fighters: Another Day
En la miniserie u ONA llamado The King of Fighters: Another Day (Perteneciente a la saga Spin-Off Maximum Impact, que transcurre en algún momento durante la Saga de Ash), Iori llega al lugar SouthTown justo cuando se produce un enorme incendio, y un ataque a la base militar de la ciudad. Iori detecta la presencia de Ash Crimson (quien había robado sus poderes previamente), y debe enfrentar a Soiree Meira para poder proseguir su búsqueda. 
Iori trata de usar sus poderes de fuego, pero ya no es capaz de hacerlo, por lo que decide enfrentar a Soiree cuerpo a cuerpo. Meira salva a una pequeña niña, y cuando la iglesia en la cual se enfrentaban se derrumba, Meira se queda buscando el cuerpo de Iori pensando que puede haber perecido, pero Mai Shiranui le asegura que no es así.
Posteriormente, Iori localiza a Ash en la cima de una torre, y le interrumpe mientras este observa el combate que se ha gestado por la confusión entre Kyo Kusanagi y Alba Meira. Ash insinúa que no tiene tiempo para la clase de diversión de un combate directo, y con un ataque de sus llamas color verde, desaparece sin dejar rastro.
Iori decide interrumpir el combate de Kyo y Alba para darles a entender que Ash fue el causante del caos en la ciudad. Los tres guerreros se separan. Antes de retirarse, Iori le advierte a Kyo que no muera hasta que él lo mate.

## Miss X
En el juego de SNK para la portátil Neo-Geo Pocket Color SNK Gals Fighters, se lleva a cabo el torneo Q.O.F. (Queen of Fighters) en el cual solo pueden participar mujeres. La jefa y organizadora del torneo es Miss X quien es en realidad Iori disfrazado con un uniforme escolar femenino y una máscara dando la imagen de un viejo estereotipo japonés de una estudiante rebelde (en el caso de los hombres, el estereotipo consiste en un peinado con un extraño copete casi en forma de tubo hacia al frente). Iori intenta convencer a todas las mujeres participantes de que no es Yagami pero no lo logra. Sus poderes son los mismos de siempre.
En su ending es capturada por Kyo y es la única vez que no lo intenta golpear. Obtiene una motocicleta y la utiliza en sus peleas. No tiene seriedad. Es alegre pero no sabe fingir y es el único juego en el que demuestra desesperación y miedo.
El 25 de octubre de 2018 se confirmó que Miss X será un personaje DLC del juego SNK Heroines: Tag Team Frenzy. En este juego tendrá tres apariencias: La usada en Gals Fighters, una apariencia similar pero con Iori siendo una mujer legítima y una tercera con la apariencia de Cosplayer Kyoko, una joven fanática de Kyo Kusanagi que usa su atuendo de KOF 94' y que es un striker secreto en KOF 2000.